# Ludność Kamiennej Góry

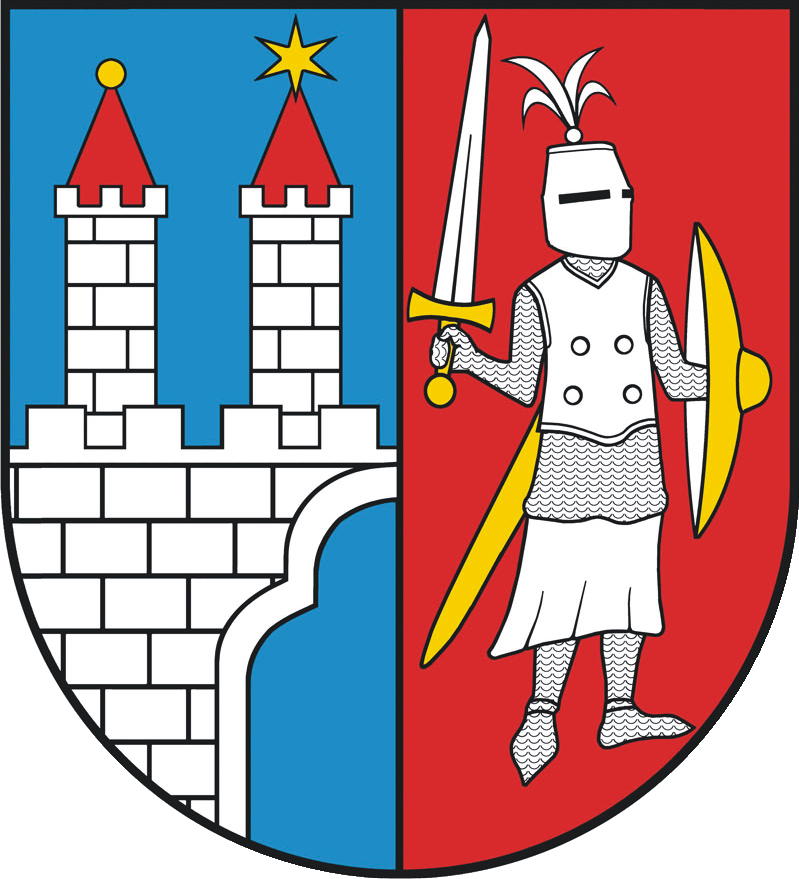
Herb miasta Kamienna Góra

Ludność Kamiennej Góry – wynosi obecnie według stanu z 30 czerwca 2020 roku 18 728. Miasto od około 30 lat odnotowuje spadek ludności, w latach 2002–2019 liczba mieszkańców zmalała o 14,1%, a w latach 2004–2020 o 14,26%, co było największym spadkiem w kategorii miast powiatowych w Polsce.

## Zestawienie ludności na przestrzeni lat
- 1800 - 2919[4]
- 1825 - 3344
- 1867 - 5190
- 1890 - 7545
- 1900 - 8151
- 1939 - 13 461
- 1995 - 23 645[1]
- 1996 - 23 525
- 1997 - 23 429
- 1998 - 23 284
- 1999 - 23 043
- 2000 - 22 141
- 2001 - 22 064
- 2002 - 21 962
- 2003 - 21 887
- 2004 - 21 783
- 2005 - 21 603
- 2006 - 21 440
- 2007 - 21 192
- 2008 - 20 963
- 2009 - 20 726
- 2010 - 20 899
- 2011 - 20 661
- 2012 - 20 448
- 2013 - 20 176
- 2014 - 19 893
- 2015 - 19 711
- 2016 - 19 572
- 2017 - 19 457
- 2018 - 19 241
- 2019 - 19 010
- 2020 - 18 728

## Powierzchnia Kamiennej Góry
- 2016 - 18km²